# Angel De Cora

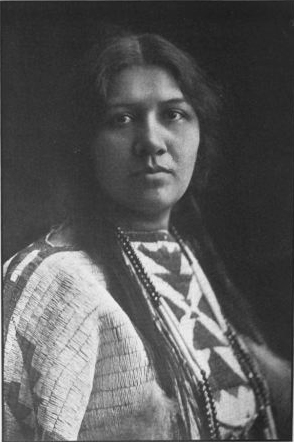
Angel de Cora

Angel De Cora, auch Angel DeCora und Angel Decora Dietz, in der HoChunk-Sprache Hinųk Max̄iwi-Kerenąka (auch Hinook-Mahiwi-Kalinaka), unter anderem übersetzt als (englisch Fleecy Cloud Floating in Place) (* 3. Mai 1871 in der Winnebago Reservation, Nebraska; † 6. Februar 1919 in Northampton) war eine amerikanische Künstlerin und Illustratorin vom Stamm der Winnebago (Eigenbezeichnung Ho-Chunk). Zudem war sie eine Aktivistin für die Rechte der Indigenen und Lehrerin an der Carlisle Indian Industrial School.

## Leben
Geboren wurde Angel De Cora am 3. Mai 1871 in einem Wigwam im Nebraska-Winnebago-Reservat. Ihr Großvater war der Häuptling Little DeCora (1797–1887); ihr Vater David Tall DeCora (auch: David Tall Decora/Dekaury) hatte außerdem französische Vorfahren. Ihre Mutter gehörte der innerhalb der Winnebago einflussreichen Familie LaMere an und hatte eine Ausbildung in einem Konvent erhalten.
Zu Angel De Coras Namen sind verschiedene Versionen zu finden. So zum Beispiel Angel Decora Dietz, als ihr Ho-Chunk-Name wird Hinook-Mahiwi-Kalinaka angegeben, was sich in englischsprachiger Übersetzung als Fleecy Cloud Floating in Place und als Woman Coming on the Clouds in Glory und als Angel findet. Daher unterzeichnete sie später künstlerische Werke oftmals als Angel DeCora oder als Angel de Cora.
Zur Zeit von Angel De Coras Geburt war ihr Stamm von seinem Land vertrieben und umgesiedelt worden. Die Mitglieder ihres Stammes versuchten sich an die vorherrschende angloamerikanische Kultur anzupassen und gleichzeitig ihre Bräuche und Traditionen zu bewahren.
Mit sechs anderen Kindern wurde sie 1883, im Alter von 12 Jahren, nach Angaben der „Archives of Women Artists“ im Zuge von „Assimilationsbemühungen“ der weißen Siedler entführt und somit gezwungen, das Winnebago-Reservat und damit ihre Familie und die Stammestradition zu verlassen. Nach anderer Quelle (Sarah McAnulty) überzeugte Julia St. Cyr, eine ältere Winnebago mit Internatsausbildung, die die Winnebago-Community unterstützte und als Vertreterin des Hampton-Instituts in Virginia fungierte, ihre Eltern davon, ihr zu erlauben, nach Osten in diese Schule zu gehen. Sie wurde zur Ausbildung an das Hampton Normal and Agricultural Institute in Virginia geschickt, das im Südosten von Virginia in der Nähe von Norfolk liegt. Ursprünglich war es für die Ausbildung von Schwarzen gedacht, doch 1878 wurden siebzehn Indianer in die Schule aufgenommen, allesamt ehemalige Krieger der Prärie, die einige Jahre zuvor gefangen genommen und vom US-Kriegsministerium in Fort Marion, Florida, festgehalten worden waren. Nachdem ihre Eltern in den späten 1880er Jahren verstorben waren, kümmerte sich ein Onkel aus der Familie LaMere um sie und ihre jüngere Schwester Julia, die ebenfalls das Hampton Normal Institute besuchte.
Angel DeCora beendete 1891 ihr Studium in Hampton. Ihre Ausbildung setzte sie an der Burnham Classical School for Girls, dem Smith College, dem Drexel Institute of Art, Science and Industry und der Cowles Art School in Boston fort, bevor sie am Museum of Fine Arts, Boston studierte. Am Smith College lernte sie den Landschaftsmaler Dwight William Tryon kennen. DeCora war die erste indianische Studentin, die am Smith College ihren Abschluss machte. Zudem hatte sie Unterricht bei Edmund C. Tarbell, Frank Weston Benson und am Drexel Institute bei dem Illustrator Howard Pyle. Sie wurde stark von Tryon beeinflusst, der einen bleibenden Eindruck bei ihr hinterließ. An der Cowles Art School studierte sie bei Joseph DeCamp.
Im Jahr 1907 heiratete sie William Henry „Lone Star“ Dietz. Angel DeCora starb am 6. Februar 1919 während eines Besuchs bei weißen Freunden in Northampton an einer Lungenentzündung, die durch die Pandemie der Spanischen Grippe verursacht wurde. Sie starb im Cooley Dickinson Hospital. Da sie keine Blutsverwandte der Familie Clapp war, wurde sie zwar auf der Grabstätte der Familie auf dem Bridge Street Cemetery bestattet, jedoch durfte ihr kein Grabstein errichtet werden.

### Künstlerische Tätigkeit
Von 1899 bis 1903 unterhielt Angel DeCora ein Atelier am 62 Rutland Square in Boston und später von 1903 bis 1906 in New York. In dieser Zeit produzierte sie eine Reihe von Illustrationen für Bücher mit indianischen Themen. Sie schuf Illustrationen, Titelseiten und Coverdesigns für Francis La Flesches The Middle Five: Indian Boys at School, das 1900 veröffentlicht wurde; Mary Catherine Judds Wigwam Stories Told by North American Indians, veröffentlicht 1906 und weitere.
Nach dem Verlassen der Carlisle Indian Industrial School im Jahr 1915 fertigte sie Illustrationen für verschiedene Projekte an, unter anderem für die Society of American Indians, die erste von Ureinwohnern geführte Organisation für die Rechte der Ureinwohner in den Vereinigten Staaten, in der sie eine Führungsposition innehatte. Auch illustrierte sie für Zitkala-Ša das Buch Old Indian Legends, eine Sammlung von traditionellen Sioux-Geschichten. Weitere Bücher, die sie illustrierte, waren Yellow Star, Wigwam Stories und The Indians’ Book von Natalie Curtis.

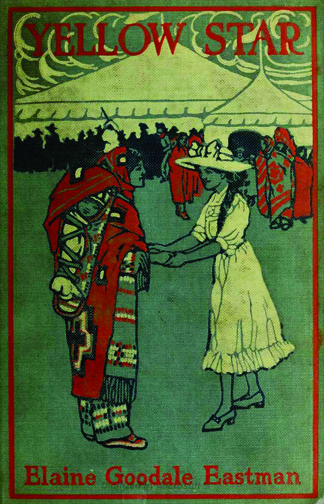
Cover zu „Yellow Star“, 1911
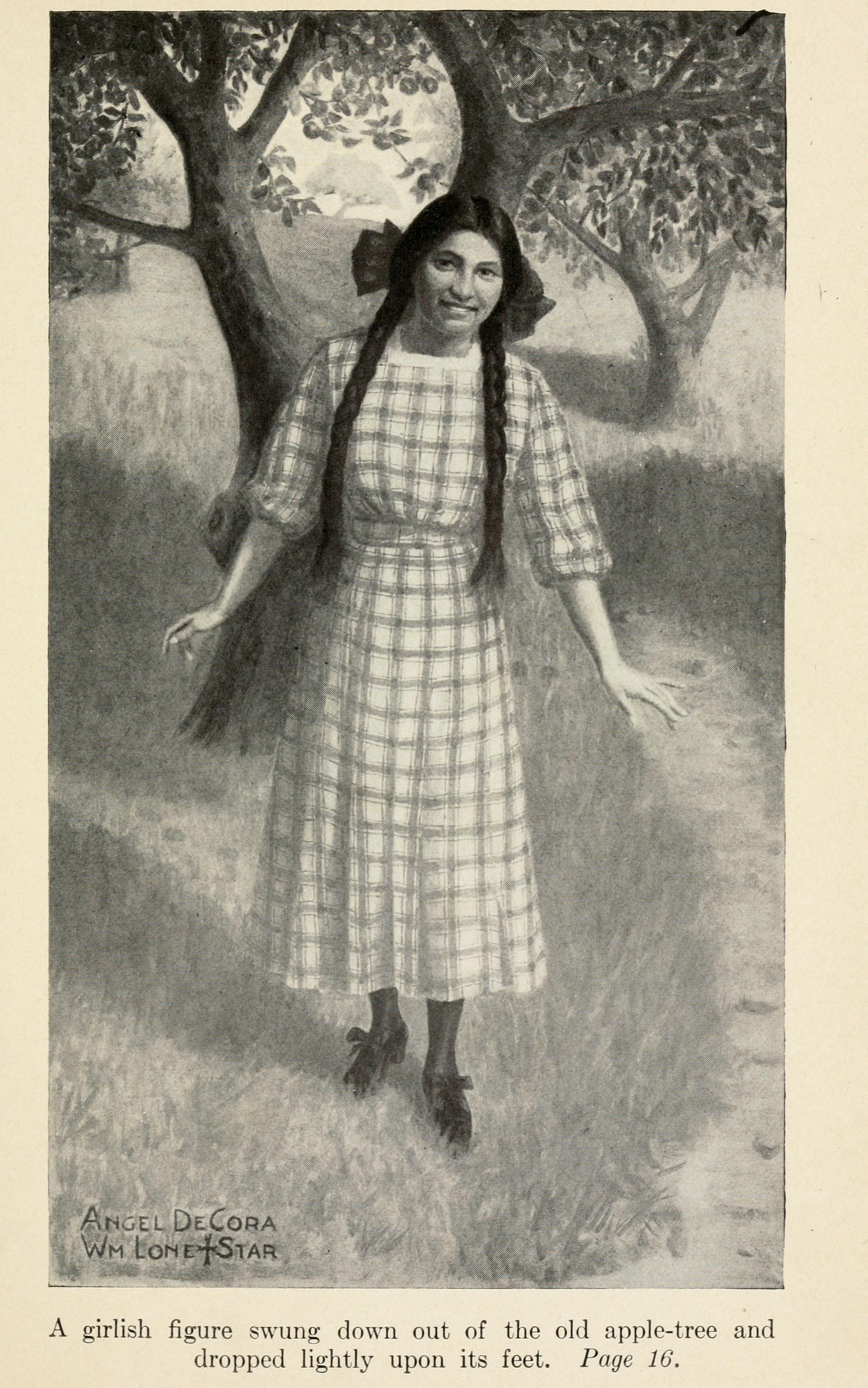
Illustration zu „Yellow Star“
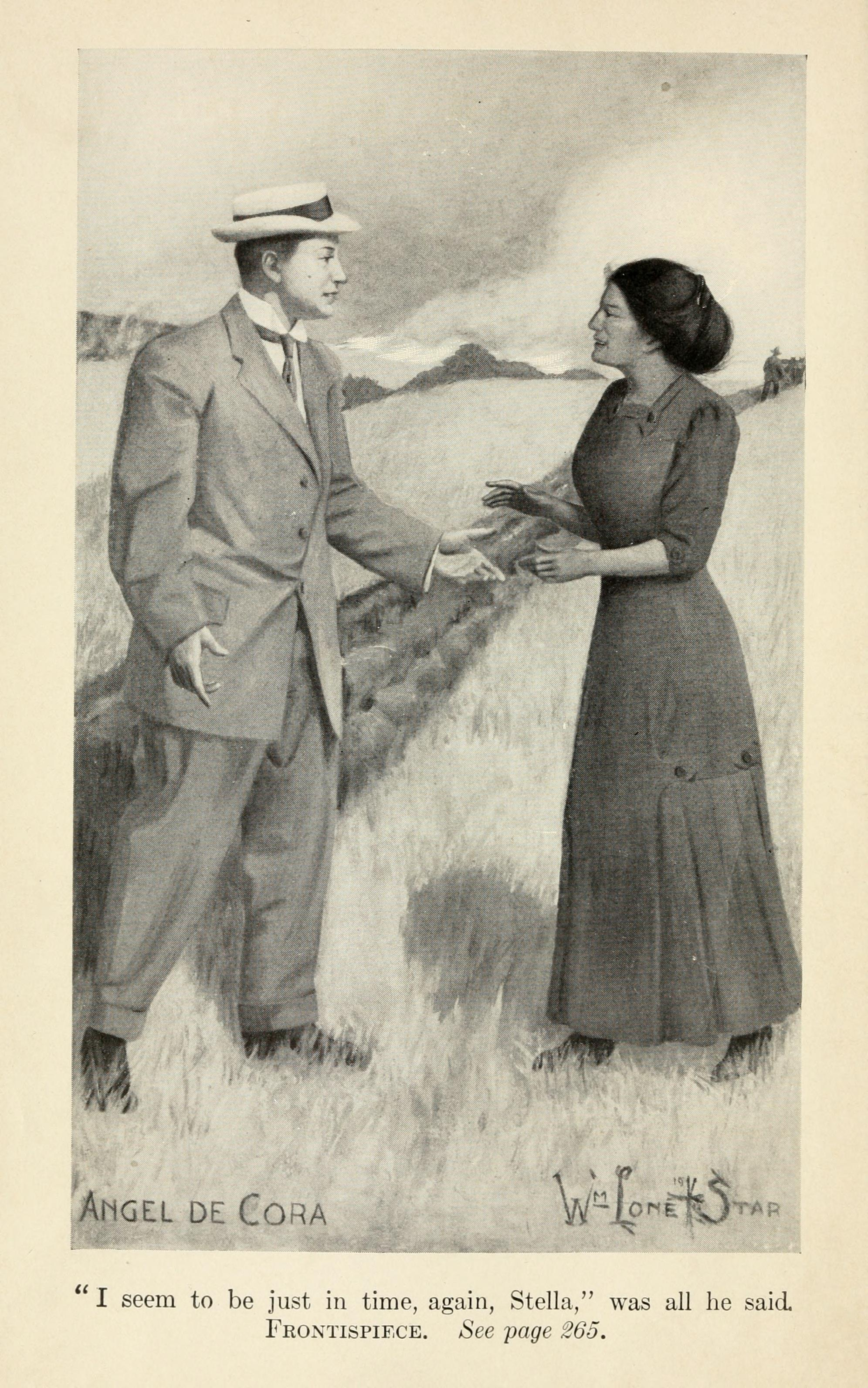
Illustration zu „Yellow Star“
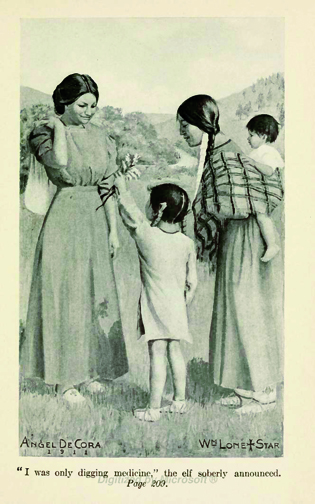
Illustration zu „Yellow Star“
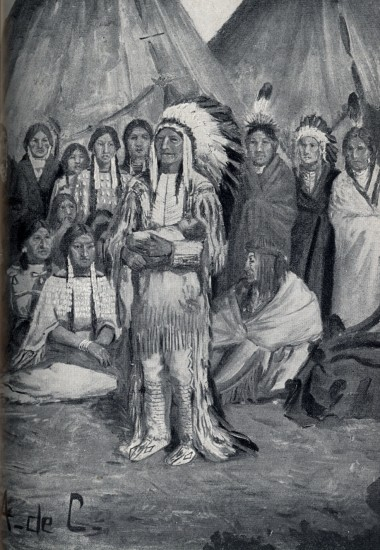
Illustration zu „Old Indian Legends“, 1901
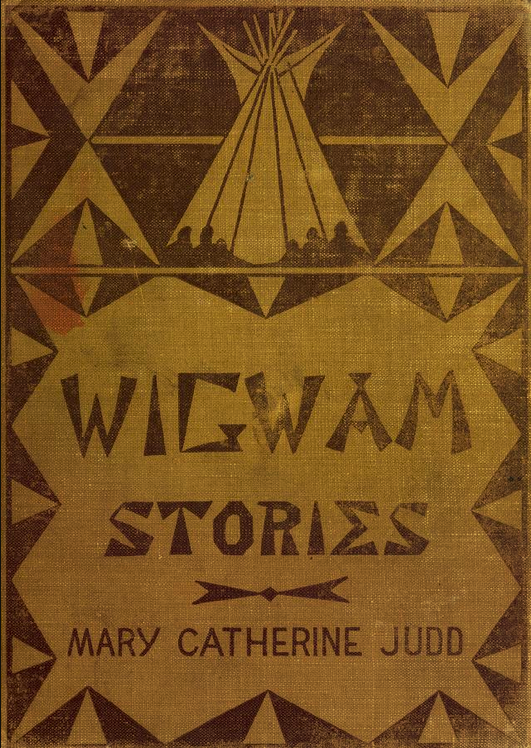
Cover zu „Wigwam stories“, 1901
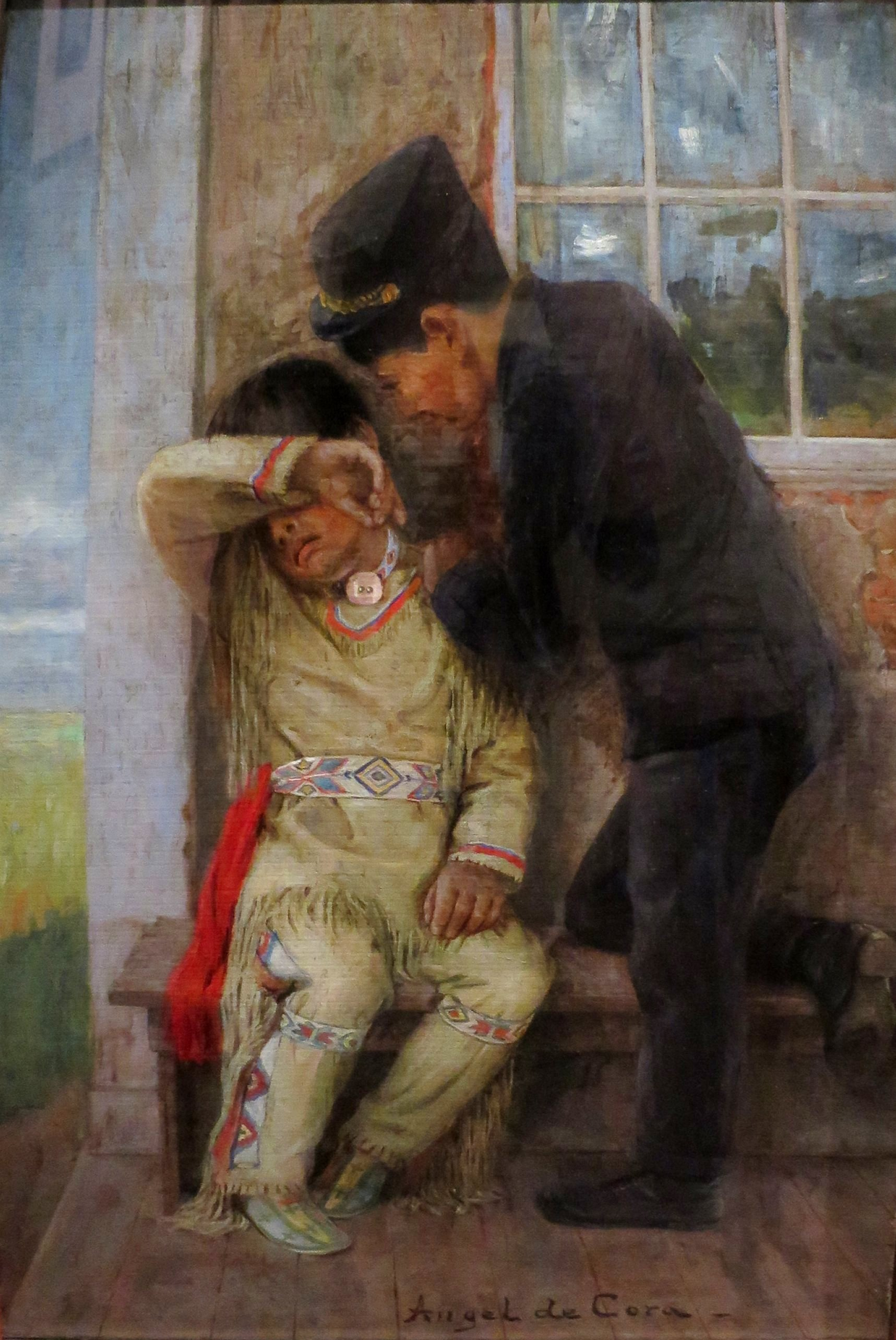
Ohne Titel, 1900

### Lehrtätigkeit und Engagement
Zwischen 1906 und 1915 unterrichtete DeCora an der Carlisle Indian Industrial School. Sie ermunterte ihre Schüler, die traditionellen Designs der Ureinwohner ihres spezifischen Stammeserbes zu erforschen und sie in ihre Kunstwerke zu integrieren. Mit dieser Arbeit versuchte sie die Entwürfe der Ureinwohner zu bewahren und wiederherzustellen. Über die Trennung zwischen amerikanischer und indianischer Kunst verfasste sie einen Artikel in einer Zeitung der Schule von 1911. Indem sie junge einheimische Künstler ermutigte, weiterhin einheimische Kunstformen zu praktizieren, plädierte sie dafür, einheimische Kunst in das institutionelle Verständnis der „amerikanischen“ Kunstproduktion einzubeziehen.
Als eine der bekanntesten indianischen Künstlerinnen ihrer Zeit nutzte Angel De Cora ihre Position, um sich für indianische Künstler, den Wert der indianischen Künste und deren Beitrag zur amerikanischen Kunst einzusetzen. Während ihrer Reden und öffentlichen Auftritte trug sie häufig traditionelle Insignien im Stil der Plainsindianer, um ihre Authentizität als moderne indianische Frau zu demonstrieren und gegenüber der Siedlerkunst und der akademischen Welt in den Vereinigten Staaten zu betonen, dass die amerikanischen Ureinwohner und ihre Kultur nicht der Vergangenheit angehörten.
Der Winnebago Tribe of Nebraska unterhält das Angel DeCora Memorial Museum/Research Center (alternative Schreibweise Angel De Cora Museum & Research Center) mit freiem Eintritt. Museumsdirektorin ist Sunshine Thomas Bear. Im Museum werden Winnebago-Artefakte, indianische Puppen, Gemälde, traditionelle Kleidung, Körbe, Fotografien und andere bedeutende Gegenstände des Stammes ausgestellt.